# Астма у кошек
Астма́ у ко́шек  (англ. Feline Asthma) — это воспалительное заболевание нижних дыхательных путей, которым страдают от 1 до 5% кошек. Заболевание клинически проявляется хроническим кашлем и, в некоторых случаях, периодическими обострениями с экспираторным дистрессом. 

## Описание
Кошачья астма вызывается аллергической реакцией на вдыхаемые аллергены, частицы, которые стимулируют иммунную систему кошки.
Когда восприимчивая кошка впервые вдыхает аллерген, её организм вырабатывает специфические антитела для борьбы с этим антигеном. При последующем воздействии этого антигена, антитела распознают аллерген и запускают каскад событий, которые доставляют в дыхательные пути множество различных типов иммунных клеток. Затем эти иммунные клетки вызывают выработку веществ, способствующих воспалению, состоянию, которое приводит к раздражению, отёку и реактивному сужению дыхательных путей. В результате диаметр дыхательных путей может уменьшиться, а в проходах может скапливаться слизь. Все эти процессы ограничивают способность воздуха проходить по дыхательным путям и вызывают затрудненное дыхание у кошки. Воспаление дыхательных путей, как правило, эозинофильное. У животных с тяжёлым течением астмы можно проследить нейтрофильную составляющую при повторном бактериальном инфецировании. Эозинофильное воспаление дыхательных путей не является специфическим для кошачьей астмы. В условиях первоначального диагностического обследования учитывают также такие диагнозы, как: наличие паразитарного бронхита (респираторное заболевание, вызванное сердечными червями). Подобные осложнения приводят к увеличению сопротивляемости дыхательных путей. В значительной степени проявляется хрипами при аускультации грудной клетки, особенно прослеживается во время вдоха. Это также может сопровождаться повышенным напряжением брюшной полости, известным как «абдоминальный толчок». Так же характерным признаком астмы у кошек является повышенное выделение слизи, которое приводит в свою очередь к сужению дыхательных путей и как следствие — увеличению дыхательных усилий.
Кошачья астма несёт опасность жизни животного в большей степени в период обострения. В таких случаях необходимо срочное вмешательство. Лечение сводится к снятию воспалительного процесса в области дыхательных путей. При отсутствии должного лечения хроническое воспаление дыхательных путей может привести к видоизменению дыхательных путей, что в свою очередь способствует ещё большему усугублению течения болезни.
Средний возраст кошек с диагнозом астма составляет от 2 до 8 лет. Заболеванию подвержены в равной степени животных различных возрастных групп. Заболевание проявляется у обоих полов животных (коты и кошки).
Кошачья астма часто представляет собой прогрессирующее состояние, которое со временем значительно не улучшается, и у больных кошек могут возникать случайные приступы астмы, интенсивность которых варьируется от легкой до опасной для жизни. 
Кошачья астма является неизлечимым заболеванием, требующим постоянного контроля усилий дыхания, отслеживания кашля и в случае необходимости экстренного применение лекарственных средств. Кошки, страдающие астмой, могут вести полноценную, активную жизнь при условии, что они получают надлежащее лечение и хорошо справляются с астмой.

## Факторы риска
Сиамские кошки подвержены более высокому риску. Кошки с избыточным весом и ожирением также подвержены большему риску развития хронических респираторных заболеваний. Стоматологические заболевания увеличивают риск того, что бактерии попадут изо ротовой полости в легкие и вызовут серьезную вторичную инфекцию.

## Клинические признаки
У кошек с астмой, могут проявляться признаки затрудненного дыхания, свистящее дыхание, учащенное дыхание, кашель или хрипы, дыхание с открытым ртом или рвота. Эти признаки могут различаться по интенсивности: от острых респираторных кризов до хронического слабовыраженного кашля, учащенного дыхания или повышенного дыхательного усилия. Эти признаки могут возникать спонтанно или могут быть вызваны легким нажатием на область горла кошки.

## Диагностика
Не существует единого конкретного теста, способного диагностировать кошачью астму. За основу принимаются результаты визуализирующих исследований, микроскопическая оценка клеток в выделениях из дыхательных путей кошки (цитология) и, в некоторых случаях, анализ крови. Также применяется тестирование на аллергию, рентгенограммы (рентгеновские снимки), компьютерную томографию (КТ) и бронхоскопию.
У кошек с астмой рентгенограммы часто, но не всегда, выявляют характерный яркий рисунок ветвления вдоль дыхательных путей, который создается скоплением воспалительных клеток. Воздух, попавший в суженные дыхательные пути, также может привести к тому, что легкие станут чрезмерно раздутыми и на рентгенограмме будут выглядеть больше, чем обычно. КТ, которая использует рентгеновские лучи для создания трехмерных реконструкций тела, также может быть полезна для диагностики астмы и отличия этого состояния от других причин заболеваний дыхательных путей у кошек, но применение КТ в подобных случаях является экспериментальным. 
Бронхоскопия — это метод, при котором гибкая камера (бронхоскоп) вводится через ротовую полость в дыхательные пути легких. Этот метод требует сильной седации или общей анестезии, может использоваться для визуализации внутренней части дыхательных путей и сбора образцов клеток, выстилающих дыхательные пути. Кошки с астмой часто имеют характерные изменения внешнего вида слизистой оболочки дыхательных путей, хотя некоторые из этих изменений можно наблюдать и при других респираторных заболеваниях кошек. Анализ клеток из дыхательных путей кошек с астмой может выявить наличие большого количества воспалительных клеток, хотя эти клетки также могут быть обнаружены у кошек, страдающих другими респираторными заболеваниями.

## Лечение в домашних условиях
Аллергическая астма кошек представляет собой воспалительное заболевание дыхательных путей, которое приводит к эозинофильному воспалению. Терапия часто мультимодальная. Для лечения воспаления дыхательных путей необходимо применять противовоспалительную терапию. В настоящее время глюкокортикоиды являются основой противовоспалительной терапии. Для комплексности лечения также могут потребоваться бронходилататоры, в случаях увеличения экспираторного усилия дыхания (свистящее дыхание и/или эпизоды экспираторной дыхательной недостаточности). В настоящее время ведется также поиск новых методов лечения кошачьей аллергической астмы.
Неотложная помощь в домашних условиях включает лечение острых приступов астмы, которые недостаточно серьезны, для экстренного обращения к ветеринару. Острые обострения могут быть результатом воздействия триггеров астмы. Обычно это проявляется эпизодами спазматического кашля и увеличением усилия выдоха. Одним из вариантов является использование ингаляционного альбутерола, который как правило, доставляется средствами дозированного ингалятора. Как правило к ингалятору в таком случае присоединяют аэрозольную камеру. Это даёт положительный эффект, когда кошка обучена принимать камеру и прилагаемую к ней маску; некоторые кошки не переносят аппарат. В качестве альтернативы применяется тербуталин подкожно во время приступа для его купирования.

### Устранение раздражителей
При лечении астмы у кошек одной из приоритетных задач является сокращение количества раздражителей дыхательных путей, таких как:
- табачный дым;
- аэрозоли;
- бытовые чистящие средства;
- пыльный кошачий наполнитель;
- цветочная пыльца;
- пылевые клещи;
- плесень;
- определенные продукты питания[15]

Необходима так же своевременная защита от паразитов — воздействие сердечного червя и других паразитов также может вызвать заболевание легких. Кошки с диагностированной астмой могут быть более склонны к вторичным инфекциям дыхательных путей, и важно учитывать эту возможность при первоначальном обследовании животных и во время острых обострений кошачьей астмы.

## Долгосрочное лечение
Уменьшение воспаления дыхательных путей является, наряду со снижением сопротивления дыхательных путей, основой долгосрочного лечения. Для достижения этих целей применяются глюкокортикоиды и бронходилататоры.

### Противовоспалительная терапия
Лечение воспаления дыхательных путей является важной составляющей комплексной терапии аллергической астмы кошек. Глюкокортикоиды применяются в качестве экстренной необходимости. Основой их действия является противовоспалительный эффект. Преднизолон  — наиболее широкоприменямый препарат. Результаты исследований, в которых применяли преднизолон (2 мг/кг каждые 24 часа) у кошек с экспериментально индуцированной аллергической астмой, показывают, что пероральные глюкокортикоиды уменьшают эозинофильное воспаление дыхательных путей. Тем не менее, ретроспективное исследование, оценивающее пероральную стероидную терапию высокими дозами (преднизолон, 2 мг/кг каждые 24 часа) у кошек с естественным хроническим заболеванием нижних дыхательных путей, показало, что клинические признаки могут исчезнуть у некоторых кошек, пока сохраняется воспаление дыхательных путей. Острое воспаление как правило ведёт к ремоделированию дыхательных путей. Одним из основных исследований, дающих возможность, идентифицировать животных с персистирующим воспалением является бронхоальвеолярный лаваж.
Другим методом введения глюкокортикоидов кошкам — через дозированный ингалятор с лицевой маской. Ингаляционные глюкокортикоиды являются наиболее приемлемым вариантом для кошек, которые не переносят пероральное введение лекарств. Терапия ингаляционными глюкокортикоидами показана кошкам у которых наряду с астмой присутствуют такие сопутствующие заболеваниями, как сахарный диабет, при котором системные стероиды нежелательны. Также данная терапия показана кошкам, которые нуждаются в длительном приеме стероидов.

### Бронходилататоры
Так же при физикальном осмотре или диагностических тестах добавляются бронходилататоры в качестве компонента терапии. Бронхолитики не используют в качестве самостоятельной терапии, ввиду того, что они не устраняют воспаление в дыхательных путях, которое является основой астматического процесса. Данные препараты применяются в исключительно в сочетании с противовоспалительной терапией. На данный момент доступны несколько категорий и типов бронходилататоров — агонисты β2 короткого действия и агонисты β2 пролонгированного действия (метилксантины и антихолинергические препараты). 